# Coordination de l'accueil des familles demandeuses d'asile
La Coordination de l'accueil des familles demandeuses d'asile (CAFDA) est une association créée à Paris en 2000 par le Centre d'action sociale protestant (CASP) à la demande de la DDASS de Paris et de la Direction de la population et des migrations (DPM). Sous mandat de l'administration française, la CAFDA accompagne les familles demandeuses d'asile de leur arrivée en France à la fin du traitement de leur demande de statut de réfugié auprès de l'OFPRA puis de la Cour nationale du droit d'asile (CNDA) le cas échéant. Elle prend normalement en charge leur logement, leurs repas et les soins médicaux dans le cas où leur demande d'asile est enregistrée selon la procédure normale - et non la procédure prioritaire comme pour les personnes de nationalité de la liste des « pays d'origine sûrs ». 